# Saint-Deniscourt
 Saint-Deniscourt  es una comuna y población de Francia, en la región de Picardía, departamento de Oise, en el distrito de Beauvais y cantón de Songeons.
Su población en el censo de 1999 era de 69 habitantes.
Está integrada en la Communauté de communes de la Picardie Verte .

## Demografía
| 61 | 51 | 51 | 50 | 46 | 69 |
| Para los censos de 1962 a 1999 la población legal corresponde a la población sin duplicidades (Fuente: INSEE [Consultar]) |    |    |    |    |    |